# Филип Караджов
Филип (Липо) Лазаров Караджов е български революционер, деец на Вътрешната македоно-одринска революционна организация (ВМОРО).

## Биография
Роден е на 5 септември 1880 година в голямото българско костурското село Дъмбени, днес Дендрохори, Гърция, в семейството на Рада и Лазар Караджови. В 1886 година започва да учи в гръцко училище в родното си село, но когато след една година се открива българско училище в селото той се премества в него. От 1890 година учи в Костурската българска прогимназия. В 1898 година се жени за София, също от Дъмбени, ражда им се дъщеря Ката (1900) и син Лазар (1903).
Филип Караджов влиза във ВМОРО. Участва в Илинденско-Преображенското въстание като знаменосец на Дъмбенско-Косинската чета на Коста Здрольов. Участва в сражения на разни места в Костурско.
По време на въстанието Дъмбени е подложено на унищожение, на 30 юли 1903 г. умира майка му, остават без жилище, живеят в крайнолоши условия. За да осигури прехраната, в 1905 година Караджов заминава за Америка. Връща се в 1909 година.
След като Дъмбени попада в Гърция, емигрират в Свободна България и се установяват в София, където се занимава с търговия. Умира на 18 декември 1960 година.
Съпругата на Филип – София Караджова, е родена в 1881 година. След заминаването му за Америка остава да се грижи за три невръстни деца, 8-годишна сестра-сираче и свекър на 65 (почива в 1909), сама се справя със земеделието, домакинството и препитанието. След завръщането на мъжа ѝ им се раждат още три деца. През 1917 година се налага ампутация на левия ѝ крак, но продължава да работи усилено. В България е наградена с орден за майчина слава.